# Nagrada Mirka Šubica
Nagrade Mirka Šubica so slovenske nagrade za največje dosežke na področju konservatorsko-restavratorske stroke. Leta 2008 jih je ustanovilo Društvo restavratorjev Slovenije. Ime nosijo po restavratorju Mirku Šubicu.
Denarni del nagrade izplača društvo v skladu s svojimi možnostmi.

## Vrste nagrad
Podeljuje se: 
- največ eno nagrado Mirka Šubica za življenjsko delo oziroma vrhunski dosežek. Sestavljata jo plaketa Mirka Šubica in diploma.
- izjemoma posthumno nagrado Mirka Šubica, ki ni denarna, in sicer največ dve leti po smrti predlaganega.
- največ tri priznanja Mirka Šubica za enkratne dosežke in prispevke pri ohranjanju kulturne dediščine oziroma pri predstavljanju in popularizaciji konservatorsko-restavratorske stroke v zadnjih dveh letih. Sestavljata jo plaketa Mirka Šubica in diploma.
- vsako tretje leto eno častno članstvo v društvu posameznikom, ki so s svojim delom izjemno prispevali k razvoju in uveljavitvi konservatorsko-restavratorske stroke ali društva. Imenovani častni član poleg članstva prejme še diplomo. Pred letom 2017 so častno članstvo podelili vsako leto.[1]
- ena nagrada zlati skalpel (študentsko priznanje Mirka Šubica) študentom, posameznikom ali skupinam za enkratne dosežke in prispevke pri ohranjanju kulturne dediščine. Pogoji za prejem nagrade so zaključena najmanj eno od stopenj univerzitetnega študija konservatorstva-restavratorstva, status rednega študenta (vpis na 2. stopnjo pred dopolnjenim 24. letom) ali največ dve leti od zaključka študija ter predano, domiselno, samostojno in nadpovprečno kakovostno delo v zadnjih dveh. Prvič podeljen leta 2021.

## Nagrajenci

### Nagrada Mirka Šubica
| Leto | Ime                      | Ustanova               | Delo | Sklici        |
| ---- | ------------------------ | ---------------------- | --- | ------------- |
| 2008 | Zoran Milić              |                        | za življenjsko delo | [ 2 ]         |
| 2009 | Jedert Vodopivec Tomažič |                        | za življenjsko delo in dosežke na področju hrambe, raziskovanja, konserviranja-restavriranja in vzdrževanja pisne in likovne dediščine na papirju in pergamentih                                | [ 3 ]         |
| 2010 | Franc Kokalj             |                        | za življenjsko delo in izjemen prispevek k razvoju in uveljavitvi konservatorsko-restavratorske stroke pri nas                                                                                  | [ 4 ]         |
| 2011 | Marjanca Ambrožič Jeglič |                        | za življenjsko delo | [ 5 ]         |
| 2012 | Radoslav Zoubek          |                        | za življenjsko delo na področju raziskovanja, dokumentiranja ter konserviranja in restavriranja stenskih poslikav                                                                               | [ 6 ]         |
| 2013 | Jana Šubic Prislan       |                        | za življenjsko delo in prispevek k razvoju in uveljavitvi konservatorsko-restavratorske stroke                                                                                                  | [ 7 ]         |
| 2013 | Ivo Nemec posthumno      |                        | za življenjsko delo, še posebej za vpeljavo in uveljavitev naravoslovnih raziskav v konservatorsko-restavratorski stroki                                                                        | [ 7 ]         |
| 2014 | Nada Madžarac            |                        | za življenjsko delo in za izjemne dosežke na področju raziskovanja, dokumentiranja in konserviranja-restavriranja slik moderne in sodobne umetnosti                                             | [ 8 ]         |
| 2015 | Miladi Makuc Semion      |                        | za življenjsko delo – za dosežke pri raziskovanju, konserviranju-restavriranju in pedagoškem delu na področju lesene polikromirane plastike                                                     | [ 9 ]         |
| 2016 | Josip Korošec            |                        | za izjemen prispevek k razvoju in popularizaciji stroke v Sloveniji in zamejstvu | [ 10 ] [ 11 ] |
| 2017 | Gojka Pajagič Bregar     |                        | za življenjsko delo na področju ohranjanja, predstavljanja in populariziranja tekstilne dediščine na Slovenskem ter za njeno vizionarsko vodenje in razvoj Društva restavratorjev Slovenije     | [ 12 ] [ 13 ] |
| 2018 | Živa Deu                 |                        | za življenjsko delo pri raziskovanju, ohranjanju in predstavljanju slovenske podeželske stavbne dediščine                                                                                       | [ 14 ]        |
| 2019 | Jože Lorber              | Posavski muzej Brežice | za izjemno inovativnost, iznajdljivost, spretnost in kakovost pri skrbi za dediščino | [ 15 ]        |
| 2020 | Miha Pirnat st.          |                        | za izjemno razumevanje in interpretacijo likovne sporočilnosti ter za svoje preudarno, inovativno, etično in tehnično vrhunsko reševanje likovne dediščine                                      | [ 16 ]        |
| 2021 | Ivan Bogovčič            |                        | za izjemne dosežke na področju raziskovanja, dokumentiranja in popularizacije konservatorsko-restavratorske stroke ter konserviranja-restavriranja v času njegovega delovanja pred upokojitvijo | [ 1 ]         |
| 2022 | Anton Miklavžin          |                        | za predano delo in dosežke pri izboljšavi standardov konservatorsko-restavratorske stroke | [ 17 ]        |
| 2023 | Valentin Benedik         |                        | za izjemne dosežke na področju fotodokumentiranja, izobraževanja in popularizacije konservatorsko-restavratorske stroke                                                                         | [ 18 ]        |

### Priznanje Mirka Šubica
| Leto | Ime | Ustanova                                                                                                | Delo | Sklici        |
| ---- | --- | --- | --- | ------------- |
| 2008 | Lucija Močnik Ramovš | | za organiziranje, vodenje in delo pri konserviranju-restavriranju likovnega gradiva gradu Snežnik | [ 2 ]         |
| 2008 | Jože Drešar | | za konservatorsko-restavratorske posege na Robbovem vodnjaku | [ 2 ]         |
| 2008 | Gorazd Lemajič | | za razvoj novih tehnik pri konserviranju-restavriranju stekla in keramike | [ 2 ]         |
| 2009 | Anita Kavčič Klančar | | za odkritje in restavriranje baročne poslikave slikarja Michaela Rainwoldta v cerkvi sv. Vida v Preserju | [ 3 ]         |
| 2009 | Ljubiša Milić | | za obnovo sgraffito poslikav Borisa Kobeta in Marija Preglja v stolpu strelcev na Ljubljanskem gradu | [ 3 ]         |
| 2009 | Mira Ličen Krmpotič, Nuška Dolenc Kambič in Jože Pegan                                                                     | | za projekt Romanski križani iz cerkve sv. Basa v Kopru | [ 3 ]         |
| 2010 | Martina Vuga in Miladi Makuc Semion                                                                                        | | za konserviranje in restavriranje ter predstavitev tehnoloških vidikov kiparskega ustvarjanja v okviru projekta »Alojz Gangl – kipar na poti v moderno« | [ 4 ]         |
| 2010 | Rozalija Bubnjevič, Marina Čurin, Hermina Golc in Eva Ilec                                                                 | | za konservatorsko-restavratorske posege na bruseljski tapiseriji iz začetka 17. stoletja »Odisej se poslavlja od Fajakov« s Ptujskega gradu | [ 4 ]         |
| 2011 | Blanka Avguštin Florjanovič                                                                                                | | za konserviranje in restavriranje vezave Dalmatinove biblije iz Osrednje knjižnice Kranj | [ 5 ]         |
| 2011 | Saša Dolinšek | | za vodenje, koordiniranje in izvajanje konservatorsko – restavratorskih del v avditoriju ljubljanske Opere | [ 5 ]         |
| 2011 | Irena Porekar Kacafura | | za konserviranje in restavriranje arheološkega gradiva stalne razstave »Prvi dotik« v Pokrajinskem muzeju Maribor | [ 5 ]         |
| 2011 | | Oddelek za štafelajno slikarstvo Restavratorskega centra ZVKDS                                          | za konservatorsko-restavratorske posege na sliki Marija s svetnikoma iz koprske stolne cerkve Marijinega vnebovzetja | [ 5 ]         |
| 2012 | Stanka Grkman in Marjana Cjuha                                                                                             | | za izboljšavo konservatorsko-restavratorske metode dolivanja celulozne pulpe in za izvedbo posegov s to metodo na pisni in grafični dediščini | [ 6 ]         |
| 2012 | Martina Lesar Kikelj | | za vodenje raziskav in konservatorsko-restavratorskih posegov na stenskih poslikavah v kapelah cerkve Marijinega oznanjenja v Ljubljani | [ 6 ]         |
| 2012 | Aleš Vene in Marinka Dražumerič                                                                                            | | za vodenje in izvedbo konservatorsko-restavratorskih posegov na stranskih oltarjih sv. Bernarda in sv. Antona v župnijski cerkvi sv. Jerneja v Šentjerneju | [ 6 ]         |
| 2013 | Irena Jeras Dimovska | | za konservatorsko-restavratorske dosežke ob razstavi Poslikano kmečko pohištvo na Gorenjskem | [ 7 ]         |
| 2013 | Vlado Fras Zavrl | | za vodenje raziskav in konservatorsko-restavratorske posege na zlatih oltarjih iz cerkve sv. Ahaca v Nemškem Rovtu | [ 7 ]         |
| 2013 | | Oddelek za konserviranje in restavriranje Narodnega muzeja Slovenije                                    | za izjemni prispevek k razstavi Vitez, dama in zmaj | [ 7 ]         |
| 2014 | Tamara Trček Pečak | | za izjemen prispevek k popularizaciji kulturne dediščine in konservatorsko-restavratorske stroke, za idejno zasnovo in sodelovanje pri izvedbi treh razstav in filma: Gabrijel Stupica pod drobnogledom, Spomin na Emono in Sveto sorodstvo – študije detajlov | [ 8 ]         |
| 2014 | Miha Legan, Matjaž Vilar, Manica Juvan in Helena Valentin                                                                  | | za izvedbo konservatorsko-restavratorskih posegov na glavnem oltarju iz cerkve Marijinega oznanjenja v Crngrobu pri Škofji Loki | [ 8 ]         |
| 2014 | Metka Štimec Janeš | | za izjemen prispevek pri ohranjanju vladne umetnostne zbirke iz Ustavnega sodišča Republike Slovenije | [ 8 ]         |
| 2015 | | Oddelek za kamen in štukaturo Restavratorskega centra Zavoda za varstvo kulturne dediščine Slovenije    | za izjemno uspešno izvedbo konservatorsko-restavratorskih del na izvirnikih in za izdelavo kopij kipov Lojzeta Dolinarja na stavbi Delavske zbornice v Ljubljani                                                                                               | [ 9 ]         |
| 2015 | Boštjan Roškar | | za dragocen prispevek k ohranjanju pohištvene dediščine na Slovenskem | [ 9 ]         |
| 2015 | Tina Buh | | za uvedbo inovativnega postopka pri čiščenju poslikav na tkanem nosilcu | [ 9 ]         |
| 2015 | Jasna Malešič | | za vodenje raziskovalnih in konservatorskorestavratorskih projektov v zvezi z ohranjanjem in varovanjem kulturne dediščine Narodne in univerzitetne knjižnice v Ljubljani                                                                                      | [ 9 ]         |
| 2016 | Janja Slabe | | za izjemno kakovostno konserviranje-restavriranje porcelana za razstavo Belo zlato. Porcelan iz zbirke Narodnega muzeja Slovenije | [ 10 ] [ 11 ] |
| 2016 | Ana Motnikar | | za izjemen prispevek pri organizaciji Strokovnega srečanja konservatorjev-restavratorjev in za uredniško delo pri publikaciji Konservator-restavrator v letih 2010–2014                                                                                        | [ 10 ] [ 11 ] |
| 2016 | Nuška Dolenc Kambič | | za izjemno uspešno zasnovo in izvedbo konserviranja-restavriranja kipov baročne kalvarije iz Šmarja pri Jelšah ter izdelavo in postavitev kopij na izvirni lokaciji                                                                                            | [ 10 ] [ 11 ] |
| 2016 | | ekipa Restavratorskega centra ZVKDS z zunanjimi sodelavci                                               | za izvedbo konservatorsko- restavratorskega dela v sklopu celovite prenove Narodnega doma – Narodne galerije v Ljubljani | [ 10 ] [ 11 ] |
| 2017 | Miran Pflaum | | za izjemne dosežke na področju konserviranjarestavriranja, raziskovanja in predstavljanja dediščine starega Egipta | [ 12 ] [ 13 ] |
| 2017 | Andrej Jazbec | | za celovito obnovo zunanjih fasad cerkve Marije Snežne v Borjani in cerkve sv. Kancijana na Reki ter za dosedanje obsežno delo v okviru popotresne obnove Posočja                                                                                              | [ 12 ] [ 13 ] |
| 2017 | Mateja Neža Sitar | | za doktorsko disertacijo Spomeniškovarstvena problematika restavriranja Quaglieve poslikave na oboku ljubljanske stolnice | [ 12 ] [ 13 ] |
| 2017 | Gorazd Lemajič in sodelavci Martin Kavčič, Iztok Lemajič, Vojko Anzeljc in Sašo Kolarič (oba Produkcijska skupina Mangart) | | za izjemno uspešno izpeljavo projekta Aljažev stolp. Ta pleh ima dušo – potujočo razstavo, dokumentarno-igrani film – in za pripravo konservatorskega načrta za Aljažev stolp                                                                                  | [ 12 ] [ 13 ] |
| 2018 | Jelka Kuret | | za vodenje, koordinacijo, uspešno in inovativno reševanje problematike ter delo na fragmentih z gradu Križ pri Komendi | [ 14 ]        |
| 2018 | Nina Žbona | | za konservatorsko-restavratorske posege na kamnitih kipih Zakon in Moč kiparja Josefa Beyerja in za izdelavo kopij, nameščenih ob vhodu v vladno palačo v Ljubljani                                                                                            | [ 14 ]        |
| 2018 | Nataša Nemeček in Igor Ravbar                                                                                              | | za izjemne dosežke pri konservatorsko-restavratorski obdelavi japonskega orožja in bojne opreme ob razstavi Poti samurajev | [ 14 ]        |
| 2019 | | Oddelek za štafelajno slikarstvo Restavratorskega centra Zavoda za varstvo kulturne dediščine Slovenije | za konservatorsko-restavratorske posege na orgelskih slikah Vittoreja Carpaccia in na oltarni sliki Benedetta Carpaccia iz koprske stolnice | [ 15 ]        |
| 2019 | Jože Drešar | GNOM d.o.o.                                                                                             | za konservatorsko-restavratorske posege na zvoniku in na kipu nadangela Mihaela na vrhu zvonika ob cerkvi sv. Jurija v Piranu | [ 15 ]        |
| 2019 | | Restavratorstvo Kavčič                                                                                  | za konservatorsko-restavratorske posege na oltarjih in prižnici v podružnični cerkvi sv. Kancijana na Vrzdencu | [ 15 ]        |
| 2020 | | Skupina strokovnjakov z Zavoda za gradbeništvo                                                          | za spremljanje učinkovitosti utrjevalcev za mineralne materiale kulturne dediščine in za razvoj novih proizvodov v zadnjih dveh letih | [ 16 ]        |
| 2020 | Rok Hafner | | za zajem in obdelavo podatkov ter za digitalno rekonstrukcijo manjkajočih elementov Muzicirajočih dečkov z atike Slovenskega narodnega gledališča Maribor | [ 16 ]        |
| 2020 | | Zaposleni na Oddelku za konserviranje in restavriranje Narodnega muzeja Slovenije                       | za razstavo V dobrih rokah; 60 let Oddelka za konserviranje in restavriranje Narodnega muzeja Slovenije | [ 16 ]        |
| 2021 | Ekipa konservatorjev-restavratorjev pod vodstvom Saše Snoj                                                                 | | za izjemen pristop h konserviranju-restavriranju Jakopičeve poslikave v stanovanjskem bloku Meksika | [ 1 ]         |
| 2021 | Ekipa konservatorjev in restavratorjev                                                                                     | Restavratorski center                                                                                   | za uspešno koordinacijo in izvedbo konservatorsko-restavratorskih del pri celoviti obnovi cerkve Marijinega vnebovzetja na Blejskem otoku | [ 1 ]         |
| 2021 | Anamarija Dimovska, Sandra Dimitrijević in Irena Jeras Dimovska                                                            | Konservatorsko-restavratorski oddelek Gorenjskega muzeja                                                | za izjemno uspešno izveden razstavni projekt Nazaj k predmetu, Konservatorsko-restavratorski stik s preteklostjo | [ 1 ]         |
| 2021 | Martina Vuga | | za vodenje tehnoloških raziskav in konservatorsko-restavratorskih posegov ter za inovativen pristop k reševanju del Frančiška Smerduja iz zbirke Narodne galerije v Ljubljani                                                                                  | [ 1 ]         |
| 2022 | Miha Pirnat ml., Andreja Ravnikar in Simona Škorja                                                                         | Slikarski atelje Narodne galerije                                                                       | za umetniško-raziskovalno in konservatorsko-restavratorsko delo ter za promocijo stroke ob razstavi Fortunat Bergant | [ 17 ]        |
| 2022 | Marta Bensa | ZVKDS OE Nova Gorica                                                                                    | za uspešno usmerjanje in nadziranje obnove in populariziranje restavratorskih posegov na štukaturah in stenskih poslikavah v samostanski cerkvi na Kostanjevici v Novi Gorici                                                                                  | [ 17 ]        |
| 2023 | Martina Lesar Kikelj, Saša Snoj, Maša Kavčič, Anka Batič in Anja Urbanc                                                    | | za zahtevne in obsežne raziskave ter konservatorsko-restavratorske posege na Kremser Schmidtovi obočni poslikavi v Gruberjevi palači v Ljubljani | [ 18 ]        |
| 2023 | Martin Klinc | | za inovativno ponovno uporabo originalnega baročnega laka pri konservatorsko-restavratorskem posegu na velikem oltarju iz cerkve sv. Andreja v Makolah | [ 18 ]        |
| 2023 | Vlasta Čobal Sedmak, Anita Kavčič Klančar, Jelka Kuret, Martina Lesar Kikelj in Ajda Mladenović                            | | za vodenje zahtevnega konservatorsko-restavratorskega posega na sgraffitu slikarja Maksa Kavčiča iz nekdanje Strojne tovarne v Trbovljah | [ 18 ]        |
| 2023 | Vesna Obid | | za zahtevne in dolgotrajne konservatorsko-restavratorske posege na oltarni sliki Leopolda Layerja Zadnja večerja iz ž. c. sv. Kancijana v Kranju | [ 18 ]        |

### Častno članstvo
| Leto | Ime                  | Delo | Sklici        |
| ---- | -------------------- | --- | ------------- |
| 2008 | Majda Šumi           | za podporo pri razvijanju konservatorsko-restavratorske stroke | [ 2 ]         |
| 2009 | Urban A. Demšar      | za vsestransko podporo Društvu restavratorjev Slovenije (DRS) in konservatorsko-restavratorski stroki                                                                              | [ 3 ]         |
| 2010 | Ivan Bogovčič        | za viden prispevek pri ozaveščanju javnosti o varovanju kulturne dediščine in za dolgoletno sodelovanje in podporo DRS                                                             | [ 4 ]         |
| 2010 | Miha Pirnat st.      | za predajanje znanja o konserviranju-restavriranju slik mlajšim generacijam in za nesebično pomoč vsem stanovskim kolegom                                                          | [ 4 ]         |
| 2011 | Anton Kambič         | za dolgoletno sodelovanje s konservatorsko-restavratorsko stroko | [ 5 ]         |
| 2012 | Nada Čučnik Majcen   | za pomemben prispevek k razvoju konservatorsko-restavratorske stroke, nesebično predajanje znanja stanovskim kolegom in povezovanje konservatorsko-restavratorske stroke z drugimi | [ 6 ]         |
| 2013 | Marjeta Černič       | za zasluge pri raziskavah in standardizaciji papirjev na področju kulturne dediščine                                                                                               | [ 7 ]         |
| 2014 | Tomaž Kvas           | za pionirsko delo na področju konserviranja, restavriranja in ohranjanja kulturne dediščine                                                                                        | [ 8 ]         |
| 2015 | Darinka Virant       | za pionirsko delo pri konserviranju-restavriranju stekla, keramike in porcelana | [ 9 ]         |
| 2015 | Metka Kraigher Hozo  | za izjemen prispevek pri raziskovanju slikarske in konservatorsko-restavratorske tehnologije                                                                                       | [ 9 ]         |
| 2015 | Ferdinand Meder (HR) | za mednarodno povezovanje in prispevek k razvoju konservatorsko-restavratorske dejavnosti                                                                                          | [ 9 ]         |
| 2016 | Viktor Povše         | za dosežke na področju konservatorstva-restavratorstva in za svoj prispevek k stroki                                                                                               | [ 10 ] [ 11 ] |
| 2019 | Žiga Šmit            | za naravoslovne raziskave na področju premične kulturne dediščine | [ 15 ]        |
| 2019 | Janez Novak          | za inovativne rešitve in tehnično podporo pri konservatorsko-restavratorskih projektih                                                                                             | [ 15 ]        |
| 2022 | Andrej Mohar         | za razvoj sistema Telehum za nadzor relativne vlage in temperature v muzejih in galerijah                                                                                          | [ 17 ]        |

### Zlati skalpel
| Leto | Ime                       | Delo | Sklici |
| ---- | ------------------------- | --- | ------ |
| 2021 | Doroteja Erhatič          | za večletno izjemno kvalitetno in predano delo na različnih projektih Oddelka za kamen in štukaturo ZVKDS Restavratorskega centra                           | [ 1 ]  |
| 2022 | Erica Sartori             | za izjemno predano, inovativno in kakovostno konserviranje-restavriranje umetnin iz mavca kiparja Frančiška Smerduja                                        | [ 17 ] |
| 2023 | Ana Sterle in Lara Skukan | za grafično dokumentacijo in animirane predstavitve pri projektu ReForma Viva v Kostanjevici na Krki in na razstavi Od blizu v Moderni galeriji v Ljubljani | [ 18 ] |